# Varanus pilbarensis
Espèce
Statut CITES
Varanus pilbarensis est une espèce de sauriens de la famille des Varanidae.

## Répartition
Cette espèce est endémique de la région de Pilbara dans l’État d'Australie-Occidentale en Australie.

## Publication originale
- Storr, 1980 : The monitor lizards (genus Varanus Merrem, 1820) of Western Australia. Records of the Western Australian Museum, vol. 8, n. 2, p. 237-293 (texte intégral).